# Kapalabhati

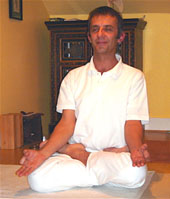
Padmasana, una posizione efficace per realizzare un ciclo di Kapalabhati

Kapalabhati è una tecnica di Hatha Yoga mediante la quale lo yogin ossigena il corpo e pratica la sua pulizia interna, in particolare delle vie respiratorie e dei seni frontali. Il termine significa "lucentezza del capo" in quanto deriva dal sanscrito "kapala" che significa "cranio" e da "bhati" che significa "pulire", riferendosi alla lucidità che dà la ossigenazione del corpo rispetto al torpore che ottenebra i sensi. Kapalabhati è praticata nelle tecniche Shatkarma (purificazione del corpo), come descritto nei testi sacri del Gheraṇḍa Saṃhitā e Hatha Yoga Pradipika, e di Prāṇāyāma (tecniche di respirazione).

## Scopo della posizione
Grazie a questa posizione si realizza un completo cambio di aria all'interno dei polmoni, si purificano le vie nasali, si ossigenano gli organi interni e si tonifica la fascia addominale.

## Posizione
Non esiste una āsana obbligata per realizzare Kapalabati, è sufficiente una qualsiasi posizione, purché comoda e che consenta il controllo dell'addome, ad esempio padmasana. Successivamente si eseguono una decina di inspirazioni ed espirazioni lente e profonde controllate dal diaframma, come preparazione, poi si realizza l'esercizio.
La tecnica Kapalabati consiste in una serie di espirazioni forzate, ripetuta diverse decine di serie, nelle quali si espelle con il naso una forte quantità di aria (contraendo i muscoli addominali) e inspirando brevemente ed in modo non volontario, dovuto solamente alla depressione che si instaura nei polmoni a seguito dell'espirazione forzata stessa. Infine si realizzano di nuovo alcune inspirazioni ed espirazioni lente e profonde.